# Wolfgang Schäfer (Politiker)
Wolfgang Schäfer (* 8. Februar 1957 in Thailen) ist ein deutscher Ingenieur und Politiker (SPD).

## Leben
Schäfer besuchte von 1963 bis 1971 die Volksschule Thailen und die Hauptschule Weiskirchen. Zwischen 1971 und 1975 machte er eine Lehre als Technischer Zeichner. 1976 legte er die Fachschulreife und 1977 die Fachhochschulreifeprüfung ab. Von 1977 bis 1978 war er bei der Bundeswehr. Von 1978 bis 1981 studierte an der Fachhochschule Rheinland-Pfalz, Abt. Trier und schloss das Studium als Diplom-Ingenieur (Fachhochschule) Versorgungstechnik ab. 1981 bis 1991 war er Betriebsgruppenleiter bei den Stadtwerken Trier, Gas- und Wasserversorgung. Danach war er als geschäftsführender Gesellschafter tätig: Ab 1993 bei der IFA Gesellschaft für Immobilien mbH, ab 2000 beim Hotel Saargalerie, ab 2003 bei der Hochwälder Brau-Gasthaus GmbH, ab 2005 bei der IFA Wohnungsbau GmbH und ab 2005 bei der IFA Lux S. A., 2010 Hochwälder Wohlfühlhotel GmbH.

## Politik
1984 trat er der SPD bei. Er war ab 1984 Mitglied des Gemeinderats Schillingen und dort Vorsitzender. 1989 wurde er Mitglied des Kreistags Trier-Saarburg und stellvertretender Fraktionsvorsitzender. Ab 2012 war er Mitglied des Verbandsgemeinderats Kell am See.
1991 kandidierte er für den zwölften Landtag Rheinland-Pfalz. Am 28. Mai 1991 rückte er für Jürgen Debus in den Landtag nach, dem er bis zum Ende der Wahlperiode 1996 angehörte. Im Landtag war er stellvertretender Vorsitzender der Enquete-Kommission „Gestaltung der kommunalen Abgaben“ und Mitglied im Ausschuss für Umwelt und der Enquete-Kommission „Hochwasserschutz“. Daneben wurde er 1994 Aufsichtsratsvorsitzender der Volksbank Hochwald-Saarburg.